# Höchstadt an der Aisch
Höchstadt an der Aisch là một thị xã thuộc huyện Erlangen-Höchstadt, Bayern, Đức.

## Địa lý
Höchstadt nằm bên sông Aisch, 18 km về phía tây bắc của Erlangen và 22 km ở phía nam của Bamberg. Nó từng là huyện lỵ huyện Höchstadt, nhưng bây giờ là thuộc về huyện Erlangen-Höchstadt.

### Làng xã
Thị xã bao gồm 23 làng:
| - Ailersbach - Antoniuskapelle - Biengarten - Bösenbechhofen - Etzelskirchen - Förtschwind - Greiendorf - Greienmühle | - Greuth - Großneuses - Jungenhofen - Kieferndorf - Kleinneuses - Lappach - Mechelwind - Medbach | - Mohrhof - Nackendorf - Saltendorf - Schwarzenbach - Sterpersdorf - Weidendorf - Zentbechhofen |

## Đặc sản
Nhiều ao hồ trong xã có nuôi cá. Cá chép là một đặc sản nổi tiếng, thường được nướng hoặc luộc.